# Borisav Jović
Borisav Jović (v srbské cyrilici Борисав Јовић, 19. října 1928, Nikšić, Batočina, Království Srbů, Chorvatů a Slovinců – 13. září 2021 Bělehrad) byl jugoslávský komunistický politik, předseda Předsednictva SFRJ. Vzděláním byl doktor ekonomie samosprávného socialismu.
Jović studoval na Ekonomické fakultě Univerzity v Bělehradu, svá studia zakončil v roce 1952, o třináct let později dokončil doktorská studia. Poté působil na celé řadě různých společenských postů. V letech 1975–1979 byl velvyslancem SFRJ v Itálii. Roku 1983 byl zvolen místopředsedou Skupštiny Srbska.
28. března 1989 byl zvolen za srbského zástupce do Předsednictva SFRJ, později byl i jeho místopředsedou. Jović vystřídal v květnu 1990 Janeze Drnovšeka na postu předsedy předsednictva SFRJ. Zvolení právě Joviće, konzervativního komunisty a stoupence Slobodana Miloševiće bylo ostře kritizováno v západních republikách SFRJ. Jović totiž přijal vyhraněnou nacionalistickou rétoriku, i když ne tak velkolepě a odvážně, jak tak učinil právě Milošević. Vždy vystupoval jako nepochybný komunista.
Od května 1991 do října 1992 byl předsedou Socialistické strany Srbska (transformované srbské Komunistické strany, jejímž neformálním vůdcem byl Slobodan Milošević). Poté, co se do funkce předsedy této strany znovu vrátil Milošević, zastával Jović pozici místopředsedy.
Jović byl jeden z politiků, kteří stáli v opozici k ekonomickým reformám Ante Markoviće a kteří považovali posledního jugoslávského premiéra (oficiálně předsedu Svazové výkonné rady) za jednoho z viníků jugoslávské hospodářské krize.
Svoji rezignaci na post předsedy předsednictva oznámil ve značně zmateném[zdroj?] televizním projevu. Za důvod rezignace uvedl, že nehodlá být spojován z rozpadem státu. Jeho nápad řešit chorvatskou krizi tím, že bude vyhlášen v celé Jugoslávii výjimečný stav Franjo Tuđman ostře odmítl se slovy, že by tím byla v Jugoslávii zavedena diktatura. Svojí rezignací inicioval Jović celojugoslávskou krizi, neboť po něm byla volba další hlavy státu, Stipe Mesiće zablokována. Hrozilo, že se bezpečností situace v zemi zhorší, a bez předsedy Předsednictva SFRJ neměla Jugoslávie také vrchního velitele vojsk.
V roce 1995 opustil funkci místopředsedy Srbské socialistické strany.
Jović napsal celkem 7 knih, z nichž nejznámější jsou Poslední dny SFRJ (Poslednji dani SFRJ).